# The Original Pancake House
The Original Pancake House (TOPH) é uma cadeia de casas de panquecas dos Estados Unidos. Eles têm franquias no Canadá que começaram em 1958 e ainda estão em funcionamento e recentemente se expandiram para o Japão e a Coreia do Sul. Eles seguem receitas e ingredientes tradicionais para suas panquecas, mas também oferecem outros pratos padrão de lanchonete. Eles também têm um spin-off, a Walker Brothers Pancake House, que tem um cardápio semelhante, mas com um ambiente formal.

## História
A primeira Original Pancake House foi inaugurada em 1953 em Portland, Oregon, por Les Highet e Erma Hueneke, que coletaram receitas de todo o mundo para seu restaurante. Eles logo franquearam o nome e as receitas em locais que abrangem mais da metade dos estados dos Estados Unidos e Winnipeg, Manitoba.

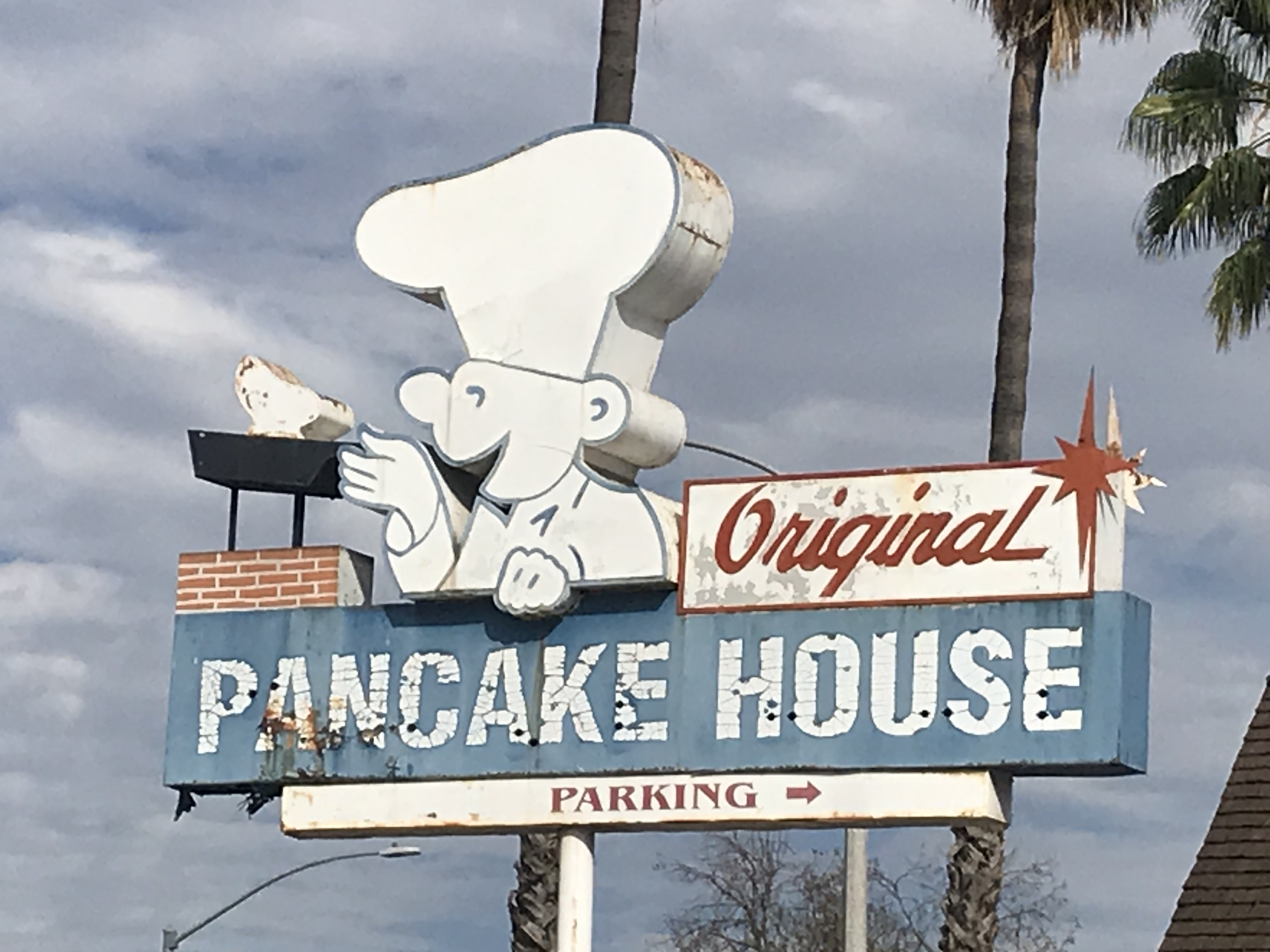
Placa do lado de fora da Original Pancake House em Anaheim, Califórnia

Conhecida por suas comidas de café da manhã, seus pratos de assinatura são a Apple Pancake, Dutch Baby, German Pancake e omeletes. Eles têm mais de 100 locais franqueados em todos os Estados Unidos, e estão localizados de Seattle a Edgewater, de Wilmette a Williamsville, de Honolulu à sua sede em Portland. Um dos primeiros restaurantes franqueados foi inaugurado em Anaheim, Califórnia, em 1958, e atualmente pertence à família de funcionários do local original em Portland.
Em 1999, a Original Pancake House, em Portland, recebeu o James Beard Foundation Award como um clássico americano. A OPH também foi considerada um dos 10 melhores restaurantes de panquecas do país pelo USA Today, de acordo com o site da empresa, e o Hyde Park, em Chicago, era conhecido como o restaurante de café da manhã favorito do prefeito de Chicago, Richard M. Daley. Em uma ocasião, ele conduziu uma entrevista no restaurante com o âncora Walter Jacobson.
A rede, que se mudou para o Canadá em 1959, expandiu-se internacionalmente em maio de 2013, quando abriu sua primeira unidade no exterior em Seul, Coreia do Sul. Um mês depois, expandiu-se para Kichijōji, Tóquio, no Japão.

## Localizações
A The Original Pancake House está localizada em 29 estados, com lojas na maioria das principais cidades metropolitanas, incluindo Austin, Atlanta, Dallas, Miami, Chicago, Seattle, Denver, e Charlotte. Uma lista completa de locais pode ser encontrada no site.
O franqueado de Winnipeg chegou a ter apenas um restaurante, mas recentemente expandiu-se para ter quatro restaurantes na cidade canadense com o mesmo nome e um logotipo semelhante, continuando a apresentar algumas das especialidades da rede, como a panqueca dutch baby e a Giant Apple Pancakes.
Desde a primavera de 2013, uma loja está funcionando em Kichijōji, no Japão.